# Alaska Central Express
Alaska Central Express ist eine US-amerikanische Fluggesellschaft mit Sitz in Anchorage, die 1996 gegründet wurde.

## Flugziele
Die Gesellschaft fliegt in Alaska Fracht und Passagiere.

## Flotte
Mit Stand November 2022  besteht die Flotte der Alaska Central Express aus 20 Flugzeugen vom Typ Beechcraft 1900C.
Acht Beechcraft 1900C Flugzeuge erwarb ACE bei der Insolvenzauktion von Ravn Alaska am 7. Juli 2020.

## Zwischenfälle
- Am 22. Januar 2010 verunglückte eine Beechcraft 1900C mit Ziel Anchorage beim Start in Sand Point. Beide Piloten kamen bei dem Absturz ums Leben. Bei der Bergung des Wracks aus dem Pazifik wurde einer der beiden Propeller in Segelstellung vorgefunden, was auf einen Triebwerksausfall hindeutet.[4]

- Am 8. März 2013 ereignete sich ein weiterer Zwischenfall mit demselben Flugzeugtyp. Der Flug sollte vom King Salmon Airport nach Dillingham durchgeführt werden. Im Anflug wurde Flug 51 zum Sinkflug auf 2000 Fuß freigegeben; die Piloten begannen eine Warteschleife über dem Initial Approach Fix, als plötzlich der Kontakt abriss. Das Wrack wurde am nächsten Tag auf 2000 Fuß Höhe an einem nahegelegenen Berg gefunden.[5]